# Утка (підводний човен)
«Утка» (від рос. утка — качка) — російський підводний човен типу «Барс».

## Історія будівництва
Зараховано в списки кораблів Чорноморського флоту 2 липня 1915 року. 1 серпня 1915 року закладено в елінгу відділення Балтійського заводу «Наваль» в Миколаєві. Спущено на воду в жовтні 1916 року. 20 червня 1917 року вступила в дію, зарахована в Бригаду підводного плавання в Севастополі.

## Історія служби
Використовувалася в навчальних цілях. 16 грудня 1917 року зараховано до складу червоного Чорноморського флоту.
1 травня 1918 року захоплено в Севастополі німецькими окупаційними військами і включено до складу військово-морських сил Німеччини на Чорному морі під індексом US-3.

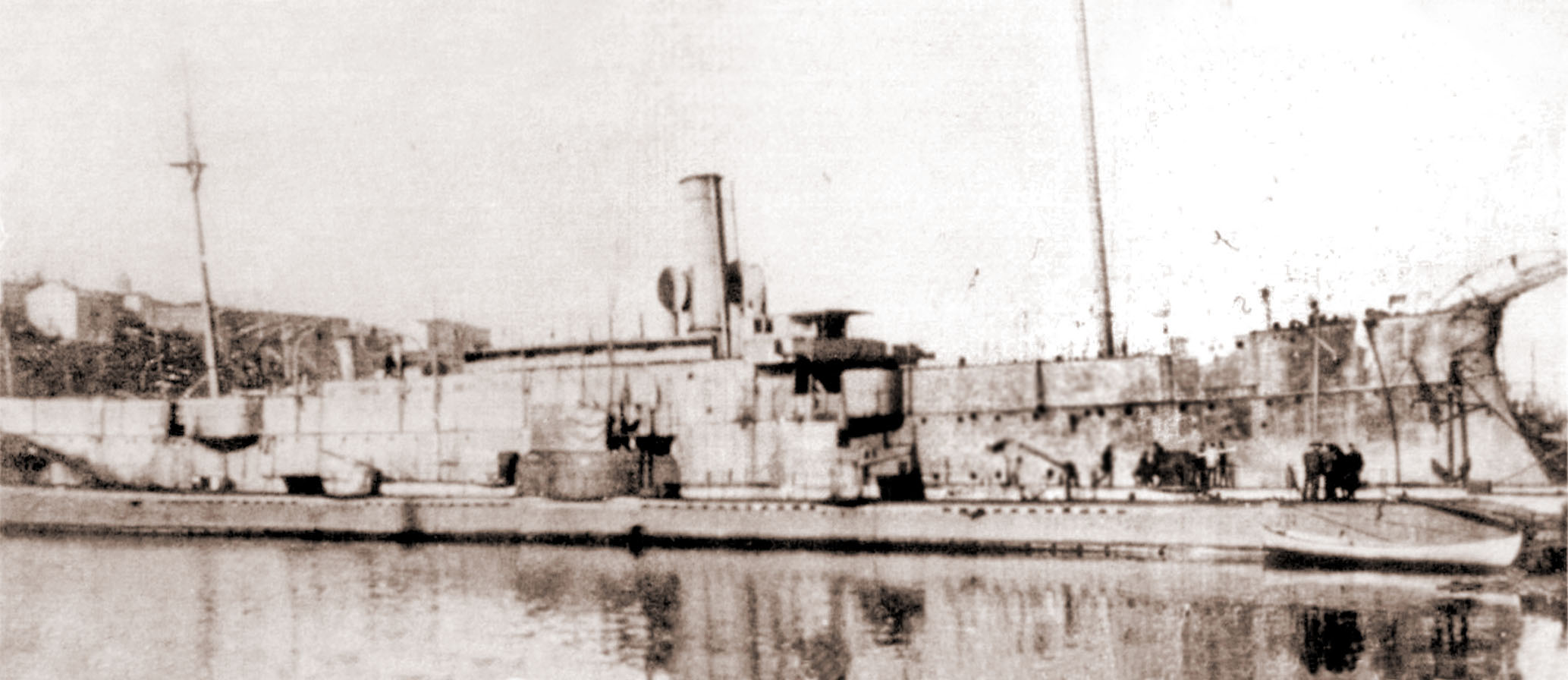
ПЧ Утка біля борту Пам'ять Меркурія (крейсер, 1883), Севастополь 1919 рік

24 листопада 1918 року судно захопили англо-французькі війська. 3 травня 1919 року включено до складу морських сил Півдня Росії під бортовим номером 7. 14 листопада 1920 року під час евакуації Криму в складі ескадри контр-адмірала М. А. Беренса пішла в Константинополь, а потім в Бізерту, де 29 грудня того ж року її інтернувала французька влада.
29 жовтня 1924 року французька влада визнала човен власністю СРСР, але радянській владі не передала. В кінці 1920-х років судно продано приватній фірмі для перероблення на метал.

## Командири
- 1916 — врід фон Крузенштерн Володимир Валеріанович
- 01 листопада 1916 — 1917 — Садовський Едуард Чеславович
- 06/19 серпня 1919 — 1920 — капітан-лейтенант Монастирьов Нестор Олександрович[ru]
- 1921—1922 — капітан 2-го рангу Монастирьов Нестор Олександрович